# I-121 (lớp tàu ngầm)
Lớp tàu ngầm I-121 (伊百二十一型潜水艦 I-hyaku-ni-jū-ichi-gata sensuikan) là một lớp tàu ngầm rải mìn của Hải quân Đế quốc Nhật Bản, phục vụ từ giữa thập niên 1920 cho đến Chiến tranh Thế giới thứ hai. Hải quân Nhật Bản gọi tên lớp tàu này như là Kiểu tàu ngầm Kiraisen (機雷潜型潜水艦 Kiraisen-gata sensuikan); là tên rút gọn từ Kirai Fusetsu Sensuikan (機雷敷設潜水艦 Tàu ngầm rải mìn).

## Thiết kế và chế tạo
Bốn chiếc thuộc lớp tàu ngầm I-121 — I-21, I-22, I-23 và I-24, được đổi tên tương ứng thành I-121, I-122 I-123 và I-124 vào ngày 1 tháng 6, 1938 — là lớp tàu ngầm chuyên rải thủy lôi duy nhất của Hải quân Đế quốc Nhật Bản. Thiết kế của chúng dựa trên chiếc tàu ngầm rải mìn SM U-125, một chiếc Type UE II của Hải quân Đế quốc Đức, là chiếc lớn nhất trong số bảy tàu ngầm Đức mà Nhật Bản nhận được sau Chiến tranh Thế giới thứ nhất như là chiến lợi phẩm bồi thường chiến tranh. U-125 đã phục vụ cùng Hải quân Nhật Bản như là chiếc O-6 trong những năm 1920-1921.
Giống như U-125, tàu ngầm kiểu Kiraisen có hai động cơ diesel cung cấp tổng công suất 2.400 mã lực (1.790 kW), có khả năng mang theo 42 quả thủy lôi, có bốn ống phóng ngư lôi cùng một khẩu hải pháo trên boong tàu với cỡ nòng 5,5 inch (140 mm) của Nhật Bản thay cho cỡ 5,9 inch (150 mm) trên U-125. So sánh với chiếc tàu ngầm Đức nguyên mẫu, lớp I-125 có kích thước lớn hơn, dài hơn 10 foot (3 m) và trọng lượng choán nước nặng hơn 220 tấn khi nổi và 300 tấn khi lặn — và có tầm hoạt động xa hơn 970 hải lý (1.800 km; 1.120 mi) ở tốc độ 8 hải lý trên giờ (15 km/h; 9,2 mph) khi nổi và 5 hải lý (9,3 km; 5,8 mi) ở tốc độ 4,5 hải lý trên giờ (8,3 km/h; 5,2 mph) khi lặn. Tuy nhiên I-125 chậm hơn 0,2 hải lý trên giờ (0,37 km/h; 0,23 mph) cả khi nổi và lặn, mang theo ít hơn hai ngư lôi, và chỉ có thể lặn sâu đến 200 foot (61 m) khi so với 250 foot (76 m) của U-125.
Hải quân Đế quốc Nhật Bản đã đặt hàng sáu chiếc lớp I-121, trong đó bốn chiếc được hoàn tất và hai chiếc bị hủy bỏ trước khi đặt lườn, tất cả đều được chế tạo tại xưởng tàu của hãng Kawasaki Shipbuilding Corporation tại Kobe. Vào giữa năm 1940, cả bốn chiếc đầu được cải biến thành tàu ngầm chở dầu.  Vẫn giữ lại khả năng rải mìn và mang theo ngư lôi, chúng có khả năng vận chuyển 15 tấn xăng máy bay để tái nạp nhiên liệu cho các thủy phi cơ, cho phép các máy bay này kéo dài tầm xa hoạt động trong các phi vụ trinh sát và ném bom, bằng cách gặp gỡ các tàu ngầm này tại cảng hay vũng biển để tiếp thêm nhiên liệu.

## Phục vụ
Cả bốn chiếc trong lớp đều đã phục vụ trên tuyến đầu trong cuộc Chiến tranh Trung-Nhật, khi chúng hoạt động tại vùng biển phía Bắc Trung Quốc, và tại Thái Bình Dương trong giai đoạn đầu của Chiến tranh Thế giới thứ hai. Trong giai đoạn sau này, chúng đã rải thủy lôi và tuần tra tìm diệt tàu bè tại Đông Á và ngoài khơi Australia trong những tuần đầu của cuộc xung đột, khi I-124 bị đánh chìm. Những chiếc còn lại tiếp tục hỗ trợ trong trận Midway và Chiến dịch Guadalcanal, nơi I-123 bị mất. Sau khi phục vụ vận chuyển tiếp liệu trong Chiến dịch New Guinea, hai chiếc còn lại, được xem là đã lạc hậu, được rút khỏi hoạt động tác chiến vào tháng 9, 1943 để làm nhiệm vụ huấn luyện tại vùng biển nhà, nơi I-122 bị đánh chìm trong những tuần lễ cuối cùng của chiến tranh. I-121 đầu hàng khi Thế Chiến II kết thúc và bị đánh đắm vào năm 1946.

## Những chiếc trong lớp
| Tên                                         | Đặt lườn                             | Hạ thủy                   | Hoàn tất          | Số phận |
| I-121 (nguyên I-21) (nguyên Tàu ngầm số 48) | 20 tháng 10, 1924 như Tàu ngầm số 48 | 30 tháng 3, 1926 như I-21 | 31 tháng 3, 1927  | Đổi tên I-21 1 tháng 11, 1924; đổi tên I-121 1 tháng 6, 1938. Xuất biên chế 30 tháng 11, 1945. Bị đánh đắm ngoài khơi Maizuru, 30 tháng 4, 1946. |
| I-122 (nguyên I-22) (nguyên Tàu ngầm số 49) | 28 tháng 2, 1925 như I-22            | 8 tháng 11, 1926          | 28 tháng 10, 1927 | Đổi tên I-122 1 tháng 6, 1938. Bị tàu ngầm USS Skate đánh chìm ngoài khơi bán đảo Noto, 9 tháng 6, 1945.                                         |
| I-123 (nguyên I-23) (nguyên Tàu ngầm số 50) | 12 tháng 6, 1925 như I-23            | 19 tháng 3, 1927          | 28 tháng 4, 1928  | Đổi tên I-123 1 tháng 6, 1938. Bị tàu khu trục USS Gamble đánh chìm tại eo biển Indispensable, 29 tháng 8, 1942.                                 |
| I-124 (nguyên I-24) (nguyên Tàu ngầm số 52) | 17 tháng 4, 1926 như I-24            | 12 tháng 12, 1927         | 10 tháng 12, 1928 | Đổi tên I-124 1 tháng 6, 1938. Bị các chiếc HMAS Deloraine, HMAS Katoomba và HMAS Lithgow đánh chìm ngoài khơi Darwin, 20 tháng 1, 1942.         |
| Tàu ngầm số 53?                             | —                                    | —                         | —                 | Hủy bỏ vào năm 1924. |
| Tàu ngầm số 63?                             | —                                    | —                         | —                 | Hủy bỏ vào năm 1924. |